# Evangelický kostel (Újezd u Brna)
Evangelický kostel ve městě Újezd u Brna v okrese Brno-venkov se nachází v bývalé samostatné vsi Rychmanov.
Rychmanov byl asi z poloviny evangelický, v poslední čtvrtině 18. století byl osídlen osadníky z horského okolí Poličky. Na bohoslužby museli evangelíci do vzdálené Nosislavi, proto bylo rozhodnuto postavit vlastní chrám. Ten byl vybudován v letech 1905–1906 podle plánů brněnského architekta Adolfa Bachara. Posvěcen byl 8. září 1906, nový zvon byl instalován v roce 1927. Po roce 1942 zde byl dočasně zřízen filiální sbor. Ke kostelu byla v roce 1985 přistavěna přístavba, která je využívána věřícími v zimním období.
Působí zde kazatelská stanice farního sboru Brno I.